# Reggenza di Rote Ndao
La reggenza di Rote Ndao (in indonesiano: Kabupaten Rote Ndao) è una reggenza dell'Indonesia, situata nella provincia di Nusa Tenggara Orientale.